# Société industrielle pour l'aéronautique
La Société industrielle pour l’aéronautique (SIPA) est une entreprise de construction aéronautique française fondée en 1938, et absorbée en 1975 par l'Aérospatiale.

## Historique
Crée en 1938 par Georges Volland, la SIPA fabrique essentiellement des pièces pour d'autres entreprises aéronautiques françaises, tels que A.N.F. Les Mureaux et Loire Aviation.
Sous l'Occupation, la SIPA est réquisitionnée pour le compte d'Arado. Émile Dewoitine, réfugié en zone Nord pour fuir les nombreuses poursuites lancées à son encontre par le régime de Vichy, crée en octobre 1941 un bureau d'études pour le compte de la SIPA. fut chargée de développer le biplace d’entraînement Arado Ar 396. 
Après la Seconde Guerre mondiale, une série d'appareils d'entraînement pour l'armée de l'air française en fut dérivé sous les désignations S.10, S.11 et S.12.
En 1947, SIPA remporta une compétition visant à fournir un nouveau biplace d'entraînement et de tourisme pour les aéro-clubs de France. 113 furent produits sous la désignation générique de SIPA S.90. Le SIPA S.1000 Coccinelle fut construit en petit nombre entre 1956 et 1957.
Son SIPA S.200 Minijet effectua son premier vol en 1952 et fut le premier appareil biplace léger à réaction construit entièrement en métal au monde.
La SIPA fut absorbée par la Société nationale industrielle aérospatiale (SNIAS) – plus communément appelée Aerospatiale – en 1975.